# Zlín Z-26 Trenér

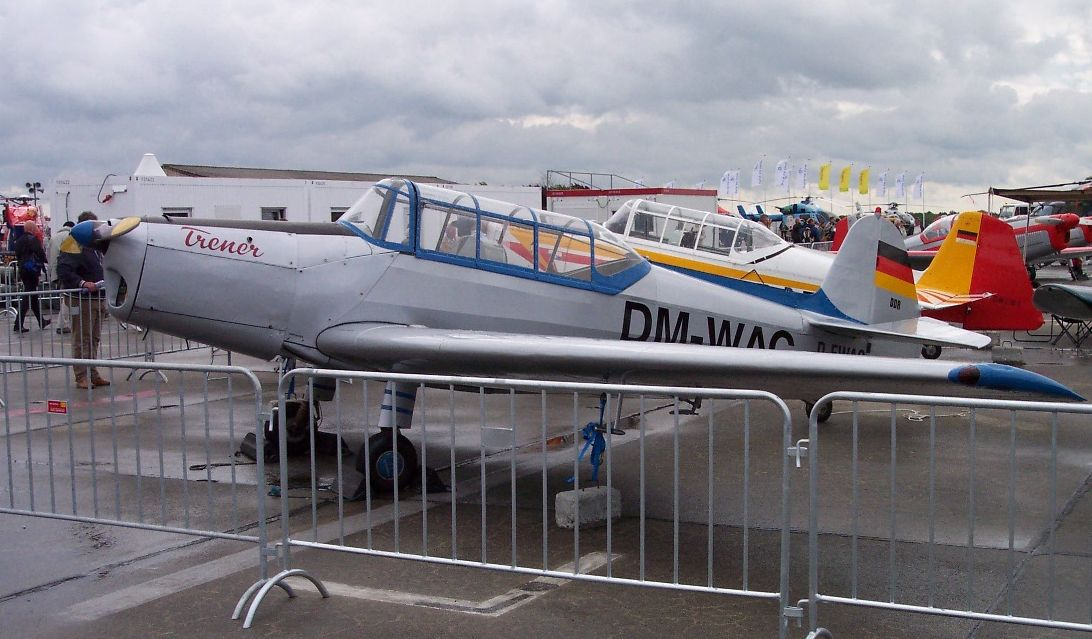
Zlín Z-26 Trenér

De Zlín Z-26 Trenér (Trenér betekent Trainer) is een Tsjechoslowaaks laagdekker les- en sportvliegtuig gebouwd door Moravan. De Z-26 is ontworpen door Karel Tomaš als militair lesvliegtuig voor de Tsjechoslowaakse luchtmacht. De Trenér vloog voor het eerst op 20 oktober 1947. In totaal zijn er 163 stuks van het type Z-26 gebouwd. Van alle types bij elkaar zijn er meer dan 1300 stuks gebouwd.

## Versies
- Z-26: Dubbelzits primair lesvliegtuig, de militaire naam is C-5.
- Z-126: De houten vleugels zijn in dit type vervangen door geheel metalen exemplaren, de militaire naam is C-105.
- Z-226: Versie uitgerust met een sterkere Walter Minor 6-III 6-cilinder motor, 118 kW (160 pk), de militaire naam is C-205.
- Z-326: Versie met een intrekbaar landingsgestel.
- Z-526
- Z-726: Versie uitgerust met een Walter M 337, 132 kW (180 pk).

## Specificaties (Z-26)
- Bemanning: 2, de leerling en de instructeur
- Lengte: 7,42 m
- Spanwijdte: 10,28 m
- Vleugeloppervlak: 14,9 m2
- Leeggewicht: 510 kg
- Maximum startgewicht: 765 kg
- Motor: 1× Walter Minor-4 III, 78 kW (105 pk)
- Maximumsnelheid: 205 km/h
- Kruissnelheid: 180 km/h
- Vliegbereik: 600 km
- Plafond: 4 800 m
- Klimsnelheid: 3,3 m/s

## Gebruikers
Militaire gebruikers:
- Cuba
- DDR
- Egypte
- Mozambique
- Tsjechoslowakije